# César Benavides
César Raúl Benavides Escobar (Santiago del Cile, 12 marzo 1912 – Santiago del Cile, 25 marzo 2011) è stato un generale e politico cileno, membro della Giunta militare che governò il Cile dal 1973 al 1990, servì come membro in questa giunta dal 1981 al 1985.

## Biografia
César Benavides studiò telecomunicazioni avanzate alla Signal School di Fourt Monmuth negli Stati Uniti. Fu professore all'Accademia della guerra e fu aggregato militare, navale e aeronautico in Ecuador.
In quanto uomo di confidenza del generale Augusto Pinochet, ebbe un ruolo attivo nel Colpo di Stato in Cile del 1973.
Dal 1974 al 1978 fu ministro dell'Interno, e dal 1978 al 1980 fu ministro della Difesa nazionale.
Nel 1980 divenne membro della Giunta militare, che in quel periodo rappresentava il potere legislativo del Cile.
Nel 1985 si ritirò dalla giunta militare. E nello stesso anno si congedò anche dall'esercito.
Nel 2003 ha firmato una dichiarazione, con altri sette generali dell'Esercito cileno in pensione, in cui respingevano le violazioni dei diritti umani avvenute in Cile sotto il regime di Augusto Pinochet.